# Vườn quốc gia Pico da Neblina
Vườn quốc gia Pico da Neblina (tiếng Bồ Đào Nha: Parque Nacional do Pico da Neblina) là một vườn quốc gia nằm ở bang Amazonas, phía Bắc Brasil, gần biên giới với Venezuela. Nó chồng lấn với một số vùng lãnh thổ người dân bản địa, gây ra sự căng thẳng về quyền sử dụng đất, cũng như sự hiện diện của quân đội do vị trí gần biên giới. Nó bao gồm các vùng đất thấp xung quanh sông Rio Negro một phần bị ngập lụt và những ngọn núi bao gồm đỉnh cao nhất ở Brasil, Pico da Neblina. Sự đa dạng của môi trường hỗ trợ đa dạng sinh học lớn, bao gồm một số loài có nguy cơ tuyệt chủng.

## Vị trí
Vườn quốc gia Pico da Neblina được phân chia giữa các đô thị São Gabriel da Cachoeira (29,21%) và Santa Isabel do Rio Negro (70,79%) của bang Amazonas. Vườn quốc gia này có diện tích 2.252.616,84 hécta (5.566.337,4 mẫu Anh), và chỉ có thể đến được bằng thuyền dọc theo Igarapé Itamirim hoặc sông Cauaburi và Sá. Ngoài ra cũng có thể đến đây bằng máy bay cỡ nhỏ từ Manaus.
Nó tiếp giáp với vườn quốc gia Serranía de la Neblina của Venezuela về phía bắc. Ở phía nam, nó được giới hạn bởi sông Rio Negro.. Bên trong vườn quốc gia còn có Khu bảo tồn sinh thái Morro dos Seis Lagos, một khu bảo tồn tự nhiên nghiêm ngặt rộng 36.900 hécta (91.000 mẫu Anh) được thành lập từ năm 1990.

## Mô tả
Vườn quốc gia có lượng mưa trung bình từ 3.500 đến 4.000 milimét (140 đến 160 in), không có mùa khô hoặc mùa mưa rõ rệt. Nhiệt độ trung bình 26 °C (79 °F) và biên độ dao động từ 9 đến 40 °C (48 đến 104 °F). Tại các điểm cao nhất, nhiệt độ có thể giảm xuống đến 0 °C (32 °F).
Vườn quốc gia này nằm trong vùng sinh thái Rừng ẩm Cao nguyên Guayan. Nó có rất nhiều hình thái thực vật với các loài thực vật quý hiếm và đặc hữu khác nhau. Các nhà thực vật học đầu tiên đến thăm nơi này cho rằng đây là một trong những nơi có sự đa dạng sinh học và đặc hữu lớn nhất trên hành tinh, nhưng vẫn thiếu các nghiên cứu chi tiết để xác nhận điều này. Thảm thực vật chính ở đây bao gồm Campinarana (3%) rừng mưa rậm rạp (35%), và khu vực tiếp xúc giữa hai kiểu này (62%).